# Albo d'oro del campionato italiano di calcio
L'albo d'oro del campionato italiano di calcio include 123 campionati italiani della massima serie.

## Storia
Il titolo de iure di «campione d'Italia» FIGC (denominato per esteso «campione assoluto d'Italia» e assegnato complessivamente in 121 occasioni) fu conferito per la prima volta nel 1898, quando il primo campionato si disputò con un torneo quadrangolare organizzato dalla Federazione Italiana del Football (FIF, dal 1909 FIGC) e svoltosi l'8 maggio a Torino tra Genoa, Internazionale Torino, Torinese e Ginnastica Torino.
La fase finale a eliminazione diretta fu adottata sino alla stagione 1909-1910, nella quale venne formato un girone unico di nove squadre. Nel 1911 e nel 1912 si tenne una finale nazionale che vedeva contrapposte l'Italia nord-occidentale contro quella nord-orientale, mentre dal 1913 al 1926 (con le eccezioni dell'incompiuto torneo del 1915 e della Prima Categoria 1921-1922) il titolo di campione era assegnato con una finalissima fra Italia settentrionale e centro-meridionale: i due appuntamenti avevano spesso un valore protocollare, data la netta superiorità che le squadre del Nord-ovest e dell'Emilia dimostravano rispetto alle avversarie, dapprima venete e poi peninsulari. Nello stesso periodo furono assegnati nove titoli di campione del Centrosud. Il primo campionato a essere disputato senza suddivisioni territoriali fu la Divisione Nazionale 1926-1927, dopodiché nel campionato 1929-1930 venne istituita la Serie A a girone unico, rimasta da allora stabilmente in vigore con l'eccezione della stagione 1945-1946.
A partire dal 1924 fu utilizzato lo scudetto (un distintivo tricolore a forma di scudo), apposto sulla maglia della squadra vincitrice del precedente campionato al fine di onorarne la vittoria, mentre dal 1958 è stata concessa la possibilità ai club di fregiarsi permanentemente di una stella celebrativa sulla propria divisa di gioco ogni dieci titoli italiani conquistati: attualmente solo la Juventus (36 titoli), l'Inter (20 titoli) e il Milan (19 titoli) possono fregiarsi rispettivamente di tre, due e una stella.

## Albo d'oro
Legenda colori:

           Titolo assegnato a tavolino

           Titolo riconosciuto a posteriori

           Titolo revocato

| Nome torneo                                                                                                 | Edizione         | 1º posto (Campione d'Italia) | 1º posto (Campione d'Italia) | 2º posto              | 3º posto         | Annotazioni |
| Nome torneo                                                                                                 | Edizione         | Ritratto                     | Squadra                      | 2º posto              | 3º posto         | Annotazioni |
| --- | ---------------- | ---------------------------- | ---------------------------- | --------------------- | ---------------- | --- |
| Campionato Italiano di Football                                                                             | 1898 (1ª)        |                              | Genoa (1º titolo)            | Internazionale Torino |                  | Alcune fonti postume riportano una finale per il terzo posto, circostanza smentita dalle testimonianze dirette                                                                         |
| Campionato Italiano di Football                                                                             | 1899 (2ª)        |                              | Genoa (2º titolo)            | Internazionale Torino |                  | |
| Campionato Italiano di Football                                                                             | 1900 (3ª)        |                              | Genoa (3º titolo)            | Torinese              |                  | |
| Campionato Italiano di Football                                                                             | 1901 (4ª)        |                              | Milan (1º titolo)            | Genoa                 |                  | |
| Campionato Italiano di Football                                                                             | 1902 (5ª)        |                              | Genoa (4º titolo)            | Milan                 |                  | |
| Campionato Italiano di Football                                                                             | 1903 (6ª)        |                              | Genoa (5º titolo)            | Juventus              |                  | |
| Prima Categoria                                                                                             | 1904 (7ª)        |                              | Genoa (6º titolo)            | Juventus              |                  | |
| Prima Categoria                                                                                             | 1905 (8ª)        |                              | Juventus (1º titolo)         | Genoa                 | Milanese         | |
| Prima Categoria                                                                                             | 1906 (9ª)        |                              | Milan (2º titolo)            | Juventus              | Genoa            | Milan campione dopo spareggi a Torino e a Milano: Juventus-Milan 0-0, Milan-Juventus 2-0 (a tav.)                                                                                      |
| Prima Categoria                                                                                             | 1907 (10ª)       |                              | Milan (3º titolo)            | Torino                | Andrea Doria     | |
| Prima Categoria                                                                                             | 1908 (11ª)       |                              | Pro Vercelli (1º titolo)     | Milanese              | Andrea Doria     | Edizione divisa in Campionato Italiano e Federale. Pro Vercelli vincitrice della gara italiana, valida per il titolo di "campione d'Italia"                                            |
| Prima Categoria                                                                                             | 1909 (12ª)       |                              | Pro Vercelli (2º titolo)     | Milanese              |                  | Edizione divisa in Campionato Italiano e Federale. Pro Vercelli vincitrice della gara federale e riconosciuta come "campione d'Italia" in seguito al declassamento della gara italiana |
| Prima Categoria                                                                                             | 1909-1910 (13ª)  |                              | Inter (1º titolo)            | Pro Vercelli          | Juventus         | Campionato Italiano e Federale unificati. Inter campione d'Italia federale dopo spareggio a Vercelli: Pro Vercelli-Inter 3-10                                                          |
| Prima Categoria                                                                                             | 1910-1911 (14ª)  |                              | Pro Vercelli (3º titolo)     | Vicenza               |                  | |
| Prima Categoria                                                                                             | 1911-1912 (15ª)  |                              | Pro Vercelli (4º titolo)     | Venezia               |                  | |
| Prima Categoria                                                                                             | 1912-1913 (16ª)  |                              | Pro Vercelli (5º titolo)     | Lazio                 |                  | |
| Prima Categoria                                                                                             | 1913-1914 (17ª)  |                              | Casale (1º titolo)           | Lazio                 |                  | |
| Prima Categoria                                                                                             | 1914-1915 (18ª)  |                              | Genoa (7º titolo)            |                       |                  | |
| Campionato non disputato nelle stagioni 1915-1916, 1916-1917, 1917-1918 e 1918-1919 per sospensione bellica |                  |                              |                              |                       |                  | |
| Prima Categoria                                                                                             | 1919-1920 (19ª)  |                              | Inter (2º titolo)            | Livorno               |                  | |
| Prima Categoria                                                                                             | 1920-1921 (20ª)  |                              | Pro Vercelli (6º titolo)     | Pisa                  |                  | |
| Prima Categoria                                                                                             | 1921-1922 (21ª)  |                              | Novese (1º titolo)           | Sampierdarenese       |                  | |
| Prima Divisione                                                                                             | 1921-1922 (21ª)  |                              | Pro Vercelli (7º titolo)     | Fortitudo             |                  | Edizione organizzata dalla CCI e riconosciuta dalla FIGC il 22 luglio 1922 in seguito al Compromesso Colombo                                                                           |
| Prima Divisione                                                                                             | 1922-1923 (23ª)  |                              | Genoa (8º titolo)            | Lazio                 |                  | |
| Prima Divisione                                                                                             | 1923-1924 (24ª)  |                              | Genoa (9º titolo)            | Savoia                |                  | |
| Prima Divisione                                                                                             | 1924-1925 (25ª)  |                              | Bologna (1º titolo)          | Alba                  |                  | |
| Prima Divisione                                                                                             | 1925-1926 (26ª)  |                              | Juventus (2º titolo)         | Alba                  |                  | |
| Divisione Nazionale                                                                                         | 1926-1927 (27ª)  |                              | Torino (titolo revocato)     | Bologna               | Juventus         | |
| Divisione Nazionale                                                                                         | 1927-1928 (28ª)  |                              | Torino (1º titolo)           | Genoa                 | Juventus         | |
| Divisione Nazionale                                                                                         | 1927-1928 (28ª)  | Alessandria                  | Torino (1º titolo)           | Genoa                 |                  | |
| Divisione Nazionale                                                                                         | 1928-1929 (29ª)  |                              | Bologna (2º titolo)          | Torino                |                  | Bologna campione dopo spareggio a Roma: Bologna-Torino 1-0 |
| Serie A | 1929-1930 (30ª)  |                              | Ambrosiana (3º titolo)       | Genova 1893           | Juventus         | |
| Serie A | 1930-1931 (31ª)  |                              | Juventus (3º titolo)         | Roma                  | Bologna          | |
| Serie A | 1931-1932 (32ª)  |                              | Juventus (4º titolo)         | Bologna               | Roma             | |
| Serie A | 1932-1933 (33ª)  |                              | Juventus (5º titolo)         | Ambrosiana-Inter      | Bologna          | |
| Serie A | 1932-1933 (33ª)  | Napoli                       | Juventus (5º titolo)         | Ambrosiana-Inter      |                  | |
| Serie A | 1933-1934 (34ª)  |                              | Juventus (6º titolo)         | Ambrosiana-Inter      | Napoli           | |
| Serie A | 1934-1935 (35ª)  |                              | Juventus (7º titolo)         | Ambrosiana-Inter      | Fiorentina       | |
| Serie A | 1935-1936 (36ª)  |                              | Bologna (3º titolo)          | Roma                  | Torino           | |
| Serie A | 1936-1937 (37ª)  |                              | Bologna (4º titolo)          | Lazio                 | Torino           | |
| Serie A | 1937-1938 (38ª)  |                              | Ambrosiana-Inter (4º titolo) | Juventus              | Genova 1893      | |
| Serie A | 1938-1939 (39ª)  |                              | Bologna (5º titolo)          | Torino                | Ambrosiana-Inter | |
| Serie A | 1939-1940 (40ª)  |                              | Ambrosiana-Inter (5º titolo) | Bologna               | Juventus         | |
| Serie A | 1940-1941 (41ª)  |                              | Bologna (6º titolo)          | Ambrosiana-Inter      | Milano           | |
| Serie A | 1941-1942 (42ª)  |                              | Roma (1º titolo)             | Torino                | Venezia          | |
| Serie A | 1942-1943 (43ª)  |                              | Torino (2º titolo)           | Livorno               | Juventus         | |
| Campionato non disputato nelle stagioni 1943-1944 e 1944-1945 per sospensione bellica                       |                  |                              |                              |                       |                  | |
| Divisione Nazionale                                                                                         | 1945-1946 (44ª)  |                              | Torino (3º titolo)           | Juventus              | Milan            | |
| Serie A | 1946-1947 (45ª)  |                              | Torino (4º titolo)           | Juventus              | Modena           | |
| Serie A | 1947-1948 (46ª)  |                              | Torino (5º titolo)           | Milan                 |                  | |
| Serie A | 1947-1948 (46ª)  | Juventus                     | Torino (5º titolo)           |                       |                  | |
| Serie A | 1947-1948 (46ª)  | Triestina                    | Torino (5º titolo)           |                       |                  | |
| Serie A | 1948-1949 (47ª)  |                              | Torino (6º titolo)           | Inter                 | Milan            | |
| Serie A | 1949-1950 (48ª)  |                              | Juventus (8º titolo)         | Milan                 | Inter            | |
| Serie A | 1950-1951 (49ª)  |                              | Milan (4º titolo)            | Inter                 | Juventus         | |
| Serie A | 1951-1952 (50ª)  |                              | Juventus (9º titolo)         | Milan                 | Inter            | |
| Serie A | 1952-1953 (51ª)  |                              | Inter (6º titolo)            | Juventus              | Milan            | |
| Serie A | 1953-1954 (52ª)  |                              | Inter (7º titolo)            | Juventus              | Milan            | |
| Serie A | 1953-1954 (52ª)  | Fiorentina                   | Inter (7º titolo)            | Juventus              |                  | |
| Serie A | 1954-1955 (53ª)  |                              | Milan (5º titolo)            | Udinese               | Roma             | |
| Serie A | 1955-1956 (54ª)  |                              | Fiorentina (1º titolo)       | Milan                 | Inter            | |
| Serie A | 1955-1956 (54ª)  | Lazio                        | Fiorentina (1º titolo)       | Milan                 |                  | |
| Serie A | 1956-1957 (55ª)  |                              | Milan (6º titolo)            | Fiorentina            | Lazio            | |
| Serie A | 1957-1958 (56ª)  |                              | Juventus (10º titolo)        | Fiorentina            | Padova           | |
| Serie A | 1958-1959 (57ª)  |                              | Milan (7º titolo)            | Fiorentina            | Inter            | |
| Serie A | 1959-1960 (58ª)  |                              | Juventus (11º titolo)        | Fiorentina            | Milan            | |
| Serie A | 1960-1961 (59ª)  |                              | Juventus (12º titolo)        | Milan                 | Inter            | |
| Serie A | 1961-1962 (60ª)  |                              | Milan (8º titolo)            | Inter                 | Fiorentina       | |
| Serie A | 1962-1963 (61ª)  |                              | Inter (8º titolo)            | Juventus              | Milan            | |
| Serie A | 1963-1964 (62ª)  |                              | Bologna (7º titolo)          | Inter                 | Milan            | Bologna campione dopo spareggio a Roma: Bologna-Inter 2-0 |
| Serie A | 1964-1965 (63ª)  |                              | Inter (9º titolo)            | Milan                 | Torino           | |
| Serie A | 1965-1966 (64ª)  |                              | Inter (10º titolo)           | Bologna               | Napoli           | |
| Serie A | 1966-1967 (65ª)  |                              | Juventus (13º titolo)        | Inter                 | Bologna          | |
| Serie A | 1967-1968 (66ª)  |                              | Milan (9º titolo)            | Napoli                | Juventus         | |
| Serie A | 1968-1969 (67ª)  |                              | Fiorentina (2º titolo)       | Cagliari              |                  | |
| Serie A | 1968-1969 (67ª)  | Milan                        | Fiorentina (2º titolo)       |                       |                  | |
| Serie A | 1969-1970 (68ª)  |                              | Cagliari (1º titolo)         | Inter                 | Juventus         | |
| Serie A | 1970-1971 (69ª)  |                              | Inter (11º titolo)           | Milan                 | Napoli           | |
| Serie A | 1971-1972 (70ª)  |                              | Juventus (14º titolo)        | Milan                 |                  | |
| Serie A | 1971-1972 (70ª)  | Torino                       | Juventus (14º titolo)        |                       |                  | |
| Serie A | 1972-1973 (71ª)  |                              | Juventus (15º titolo)        | Milan                 | Lazio            | |
| Serie A | 1973-1974 (72ª)  |                              | Lazio (1º titolo)            | Juventus              | Napoli           | |
| Serie A | 1974-1975 (73ª)  |                              | Juventus (16º titolo)        | Napoli                | Roma             | |
| Serie A | 1975-1976 (74ª)  |                              | Torino (7º titolo)           | Juventus              | Milan            | |
| Serie A | 1976-1977 (75ª)  |                              | Juventus (17º titolo)        | Torino                | Fiorentina       | |
| Serie A | 1977-1978 (76ª)  |                              | Juventus (18º titolo)        | L.R. Vicenza          |                  | |
| Serie A | 1977-1978 (76ª)  | Torino                       | Juventus (18º titolo)        |                       |                  | |
| Serie A | 1978-1979 (77ª)  |                              | Milan (10º titolo)           | Perugia               | Juventus         | |
| Serie A | 1979-1980 (78ª)  |                              | Inter (12º titolo)           | Juventus              | Torino           | |
| Serie A | 1980-1981 (79ª)  |                              | Juventus (19º titolo)        | Roma                  | Napoli           | |
| Serie A | 1981-1982 (80ª)  |                              | Juventus (20º titolo)        | Fiorentina            | Roma             | |
| Serie A | 1982-1983 (81ª)  |                              | Roma (2º titolo)             | Juventus              | Inter            | |
| Serie A | 1983-1984 (82ª)  |                              | Juventus (21º titolo)        | Roma                  | Fiorentina       | |
| Serie A | 1984-1985 (83ª)  |                              | Verona (1º titolo)           | Torino                | Inter            | |
| Serie A | 1985-1986 (84ª)  |                              | Juventus (22º titolo)        | Roma                  | Napoli           | |
| Serie A | 1986-1987 (85ª)  |                              | Napoli (1º titolo)           | Juventus              | Inter            | |
| Serie A | 1987-1988 (86ª)  |                              | Milan (11º titolo)           | Napoli                | Roma             | |
| Serie A | 1988-1989 (87ª)  |                              | Inter (13º titolo)           | Napoli                | Milan            | |
| Serie A | 1989-1990 (88ª)  |                              | Napoli (2º titolo)           | Milan                 | Inter            | |
| Serie A | 1990-1991 (89ª)  |                              | Sampdoria (1º titolo)        | Milan                 | Inter            | |
| Serie A | 1991-1992 (90ª)  |                              | Milan (12º titolo)           | Juventus              | Torino           | |
| Serie A | 1992-1993 (91ª)  |                              | Milan (13º titolo)           | Inter                 | Parma            | |
| Serie A | 1993-1994 (92ª)  |                              | Milan (14º titolo)           | Juventus              | Lazio            | |
| Serie A | 1994-1995 (93ª)  |                              | Juventus (23º titolo)        | Parma                 | Lazio            | |
| Serie A | 1995-1996 (94ª)  |                              | Milan (15º titolo)           | Juventus              | Lazio            | |
| Serie A | 1996-1997 (95ª)  |                              | Juventus (24º titolo)        | Parma                 | Inter            | |
| Serie A | 1997-1998 (96ª)  |                              | Juventus (25º titolo)        | Inter                 | Udinese          | |
| Serie A | 1998-1999 (97ª)  |                              | Milan (16º titolo)           | Lazio                 | Fiorentina       | |
| Serie A | 1999-2000 (98ª)  |                              | Lazio (2º titolo)            | Juventus              | Milan            | |
| Serie A | 2000-2001 (99ª)  |                              | Roma (3º titolo)             | Juventus              | Lazio            | |
| Serie A | 2001-2002 (100ª) |                              | Juventus (26º titolo)        | Roma                  | Inter            | |
| Serie A | 2002-2003 (101ª) |                              | Juventus (27º titolo)        | Inter                 | Milan            | |
| Serie A | 2003-2004 (102ª) |                              | Milan (17º titolo)           | Roma                  | Juventus         | |
| Serie A | 2004-2005 (103ª) |                              | Juventus (titolo revocato)   | Milan                 | Inter            | |
| Serie A | 2005-2006 (104ª) |                              | Inter (14º titolo)           | Roma                  | Milan            | |
| Serie A | 2006-2007 (105ª) |                              | Inter (15º titolo)           | Roma                  | Lazio            | |
| Serie A | 2007-2008 (106ª) |                              | Inter (16º titolo)           | Roma                  | Juventus         | |
| Serie A | 2008-2009 (107ª) |                              | Inter (17º titolo)           | Juventus              | Milan            | |
| Serie A | 2009-2010 (108ª) |                              | Inter (18º titolo)           | Roma                  | Milan            | |
| Serie A | 2010-2011 (109ª) |                              | Milan (18º titolo)           | Inter                 | Napoli           | |
| Serie A | 2011-2012 (110ª) |                              | Juventus (28º titolo)        | Milan                 | Udinese          | |
| Serie A | 2012-2013 (111ª) |                              | Juventus (29º titolo)        | Napoli                | Milan            | |
| Serie A | 2013-2014 (112ª) |                              | Juventus (30º titolo)        | Roma                  | Napoli           | |
| Serie A | 2014-2015 (113ª) |                              | Juventus (31º titolo)        | Roma                  | Lazio            | |
| Serie A | 2015-2016 (114ª) |                              | Juventus (32º titolo)        | Napoli                | Roma             | |
| Serie A | 2016-2017 (115ª) |                              | Juventus (33º titolo)        | Roma                  | Napoli           | |
| Serie A | 2017-2018 (116ª) |                              | Juventus (34º titolo)        | Napoli                | Roma             | |
| Serie A | 2018-2019 (117ª) |                              | Juventus (35º titolo)        | Napoli                | Atalanta         | |
| Serie A | 2019-2020 (118ª) |                              | Juventus (36º titolo)        | Inter                 | Atalanta         | |
| Serie A | 2020-2021 (119ª) |                              | Inter (19º titolo)           | Milan                 | Atalanta         | |
| Serie A | 2021-2022 (120ª) |                              | Milan (19º titolo)           | Inter                 | Napoli           | |
| Serie A | 2022-2023 (121ª) |                              | Napoli (3º titolo)           | Lazio                 | Inter            | |
| Serie A | 2023-2024 (122ª) |                              | Inter (20º titolo)           | Milan                 | Juventus         | |
| Serie A | 2024-2025 (123ª) |                              | Napoli (4º titolo)           | Inter                 | Atalanta         | |

## Statistiche

### Titoli per squadra
| Squadra      | Titoli | Edizioni |
| ------------ | ------ | --- |
| Juventus     | 36     | 1905, 1925-1926, 1930-1931, 1931-1932, 1932-1933, 1933-1934, 1934-1935, 1949-1950, 1951-1952, 1957-1958, 1959-1960, 1960-1961, 1966-1967, 1971-1972, 1972-1973, 1974-1975, 1976-1977, 1977-1978, 1980-1981, 1981-1982, 1983-1984, 1985-1986, 1994-1995, 1996-1997, 1997-1998, 2001-2002, 2002-2003, 2011-2012, 2012-2013, 2013-2014, 2014-2015, 2015-2016, 2016-2017, 2017-2018, 2018-2019, 2019-2020 |
| Inter        | 20     | 1909-1910, 1919-1920, 1929-1930, 1937-1938, 1939-1940, 1952-1953, 1953-1954, 1962-1963, 1964-1965, 1965-1966, 1970-1971, 1979-1980, 1988-1989, 2005-2006, 2006-2007, 2007-2008, 2008-2009, 2009-2010, 2020-2021, 2023-2024 |
| Milan        | 19     | 1901, 1906, 1907, 1950-1951, 1954-1955, 1956-1957, 1958-1959, 1961-1962, 1967-1968, 1978-1979, 1987-1988, 1991-1992, 1992-1993, 1993-1994, 1995-1996, 1998-1999, 2003-2004, 2010-2011, 2021-2022 |
| Genoa        | 9      | 1898, 1899, 1900, 1902, 1903, 1904, 1914-1915, 1922-1923, 1923-1924 |
| Bologna      | 7      | 1924-1925, 1928-1929, 1935-1936, 1936-1937, 1938-1939, 1940-1941, 1963-1964 |
| Pro Vercelli | 7      | 1908, 1909, 1910-1911, 1911-1912, 1912-1913, 1920-1921, 1921-1922 (CCI) |
| Torino       | 7      | 1927-1928, 1942-1943, 1945-1946, 1946-1947, 1947-1948, 1948-1949, 1975-1976 |
| Napoli       | 4      | 1986-1987, 1989-1990, 2022-2023, 2024-2025 |
| Roma         | 3      | 1941-1942, 1982-1983, 2000-2001 |
| Fiorentina   | 2      | 1955-1956, 1968-1969 |
| Lazio        | 2      | 1973-1974, 1999-2000 |
| Cagliari     | 1      | 1969-1970 |
| Casale       | 1      | 1913-1914 |
| Novese       | 1      | 1921-1922 (FIGC) |
| Sampdoria    | 1      | 1990-1991 |
| Verona       | 1      | 1984-1985 |

### Titoli per città
| Città             | Titoli | Club campioni                |
| ----------------- | ------ | ---------------------------- |
| Torino            | 43     | - Juventus (36) - Torino (7) |
| Milano            | 39     | - Inter (20) - Milan (19)    |
| Genova            | 10     | - Genoa (9) - Sampdoria (1)  |
| Bologna           | 7      | - Bologna (7)                |
| Vercelli          | 7      | - Pro Vercelli (7)           |
| Roma              | 5      | - Roma (3) - Lazio (2)       |
| Napoli            | 4      | - Napoli (4)                 |
| Firenze           | 2      | - Fiorentina (2)             |
| Cagliari          | 1      | - Cagliari (1)               |
| Casale Monferrato | 1      | - Casale (1)                 |
| Novi Ligure       | 1      | - Novese (1)                 |
| Verona            | 1      | - Verona (1)                 |

### Titoli per regione
| Regione        | Titoli | Club campioni                                                             |
| -------------- | ------ | ------------------------------------------------------------------------- |
| Piemonte       | 52     | - Juventus (36) - Pro Vercelli (7) - Torino (7) - Casale (1) - Novese (1) |
| Lombardia      | 39     | - Inter (20) - Milan (19)                                                 |
| Liguria        | 10     | - Genoa (9) - Sampdoria (1)                                               |
| Emilia-Romagna | 7      | - Bologna (7)                                                             |
| Lazio          | 5      | - Roma (3) - Lazio (2)                                                    |
| Campania       | 4      | - Napoli (4)                                                              |
| Toscana        | 2      | - Fiorentina (2)                                                          |
| Sardegna       | 1      | - Cagliari (1)                                                            |
| Veneto         | 1      | - Verona (1)                                                              |